# 吉川ひろみ
吉川 ひろみ（よしかわ ひろみ、1960年 - ）は、日本の作業療法研究者。

## 人物
長野県長野市生まれ。1979年長野県長野西高等学校卒業。1982年国立療養所東京病院附属リハビリテーション学院作業療法学科卒業。1993年ウェスタン・ミシガン大学作業療法学科修士課程修了。群馬大学医療技術短期大学部助手、広島県立保健福祉短期大学作業療法学科助教授などを経て、2005年県立広島大学保健福祉学部作業療法学科教授。
カナダ作業遂行プロセスモデル、カナダ作業遂行測定を日本に紹介し、その普及に多大なる貢献を果たす。最近では、作業科学、AMPSのキーパーソンとしても注目されている。日本と世界の作業療法をつなぐ存在として期待される。
2010年、吉備国際大学大学院保健科学研究科より博士（保健学）の学位を取得。博士論文の題は「作業の意味を考える枠組みを用いて検討したプラス作業とマイナス作業の比較」。

## 著作リスト
- 作業療法の視点：作業ができるということ
- カナダ作業遂行測定
- 医療・保健職の倫理テキスト
- COPMニュース

など他多数の論文を執筆している。